# エドゥアルド・ロサレス
エドゥアルド・ロサレス（Eduardo Rosales Gallinas、1836年11月4日 – 1873年9月13日)はスペイン生まれの画家である。19世紀前半のイタリアの文化運動、「プリズモ(Purismo:純粋主義)」の中で活動した。

## 略歴
マドリードで、下級役人の息子に生まれた。エスコラピオス修道会の学校で学んだ後、1851年にマドリードの王立サン・フェルナンド美術アカデミーに入学し、フェデリコ・デ・マドラーソに学んだ。
1857年に同僚とローマに移ったが、奨学金を国から得られるようになったのは1861年からである 。ローマのカフェ、アンティコ・カフェ・グレコに集ったスペイン人芸術家の一人となり、ローマでの仲間にはホセ・カサード・デル・アリサールやディオスコロ・プエブラ、マリアノ・フォルトゥーニらがいる。
19世紀の初めの「ナザレ派」の運動に源を発し、著作家のアントニオ・ビアンキーニ(Antonio Bianchini)によって提唱された、ラファエロやフラ・アンジェリコの絵画に戻ろうとする運動、「プリズモ(Purismo:純粋主義)」の影響を受けた画家の一人とされる。
1868年に結婚するが、健康に恵まれず、鉱泉で知られるピレネー山地の保養地、パンティコサをしばしば訪れて療養を行わなければならなかった。1869年にローマを離れて、マドリードに帰国した。マドリードではロサレスの作品は厳しい批評を受け,、これ以後大作を描くことはなかった。健康のためによりよいと思われた地中海に近いムルシアにも住んだ。1873年にスペイン共和国が成立すると、プラド美術館の館長になることを求められたが、ロサレスは受けなかった。その後、程なくしてマドリードで亡くなった。

## 作品

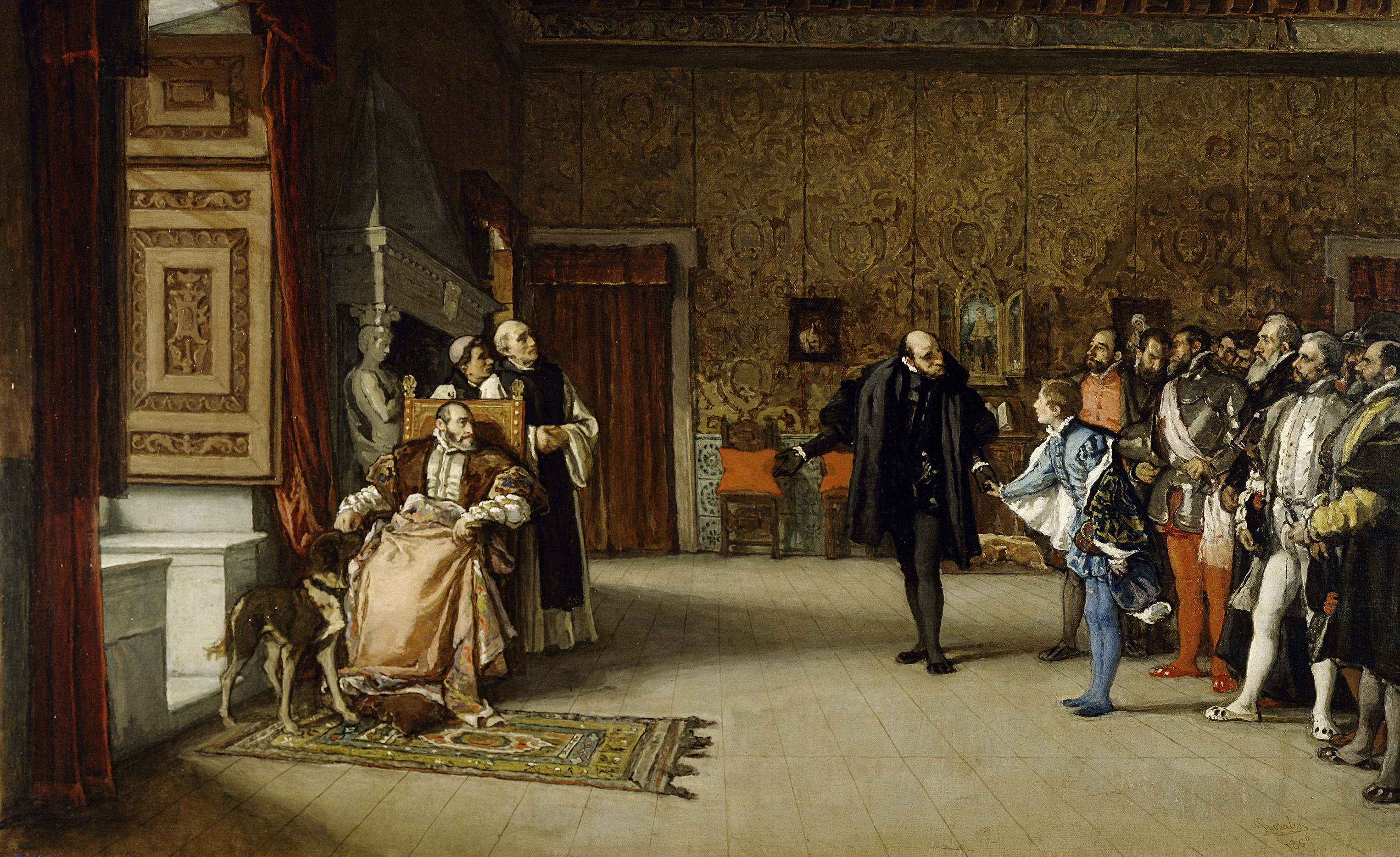
「ユステでカール5世に謁見するドン・フアン・デ・アウストリア」
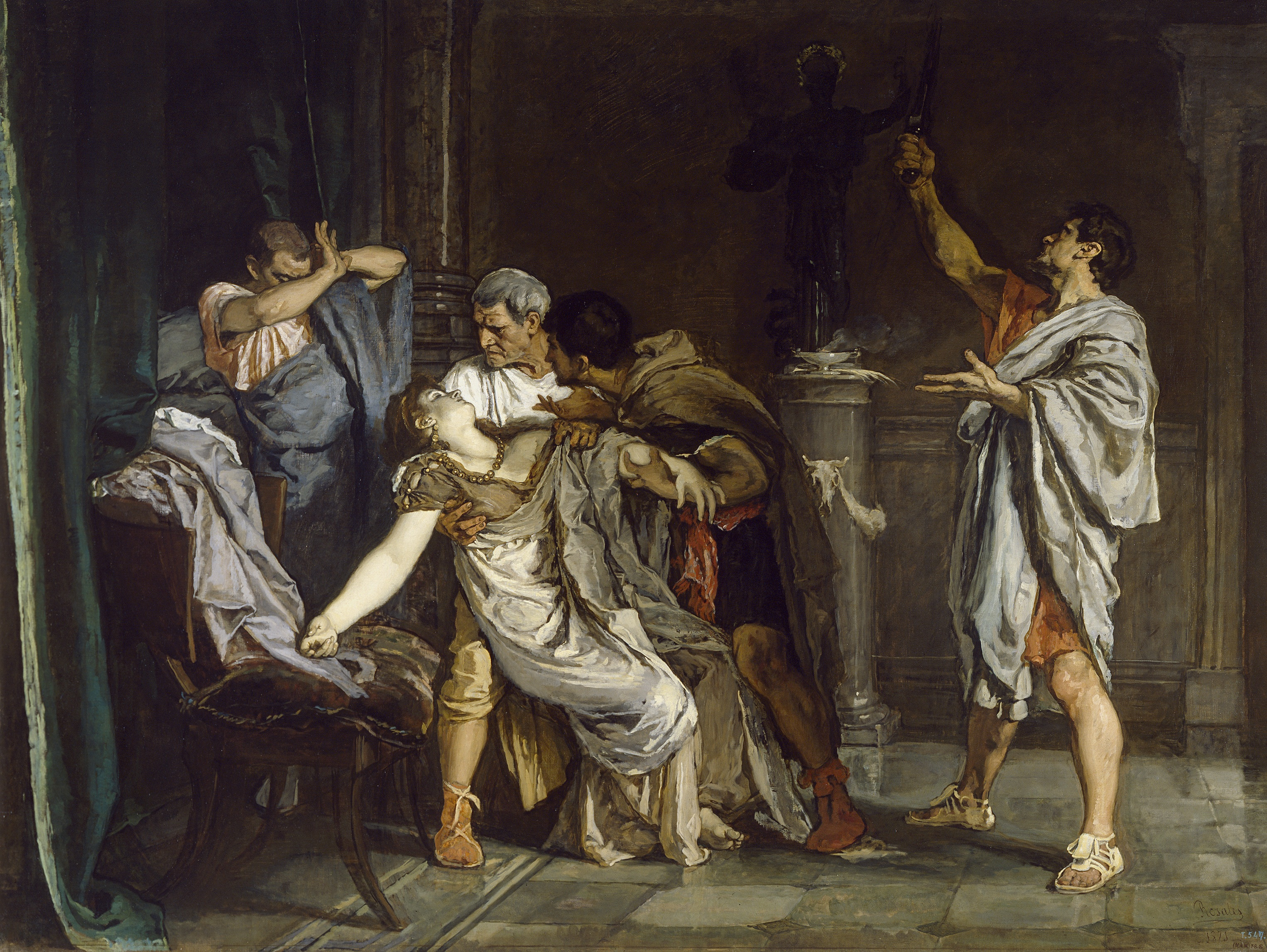
ルクレティアの死
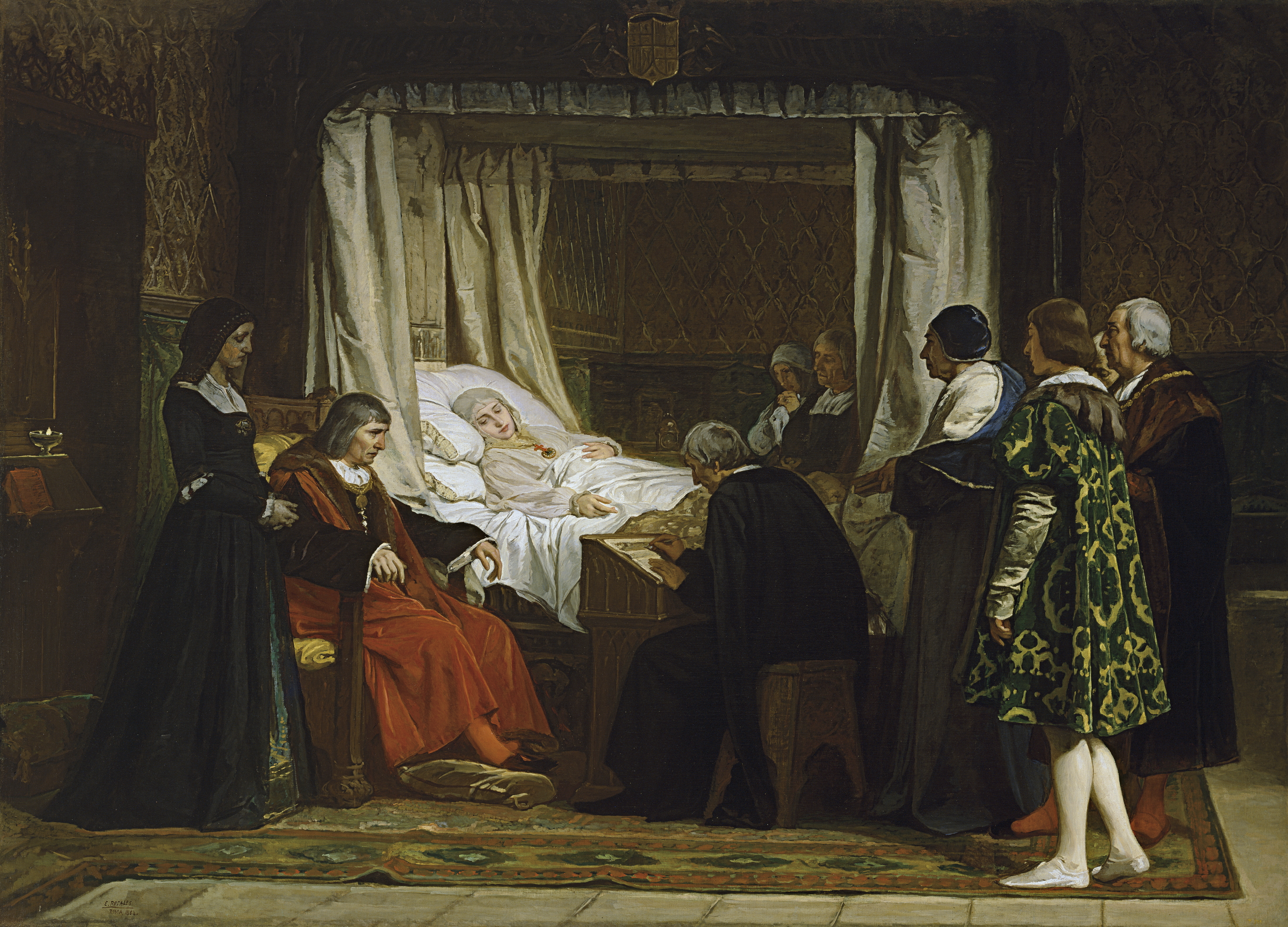
遺言をのこすイサベル女王

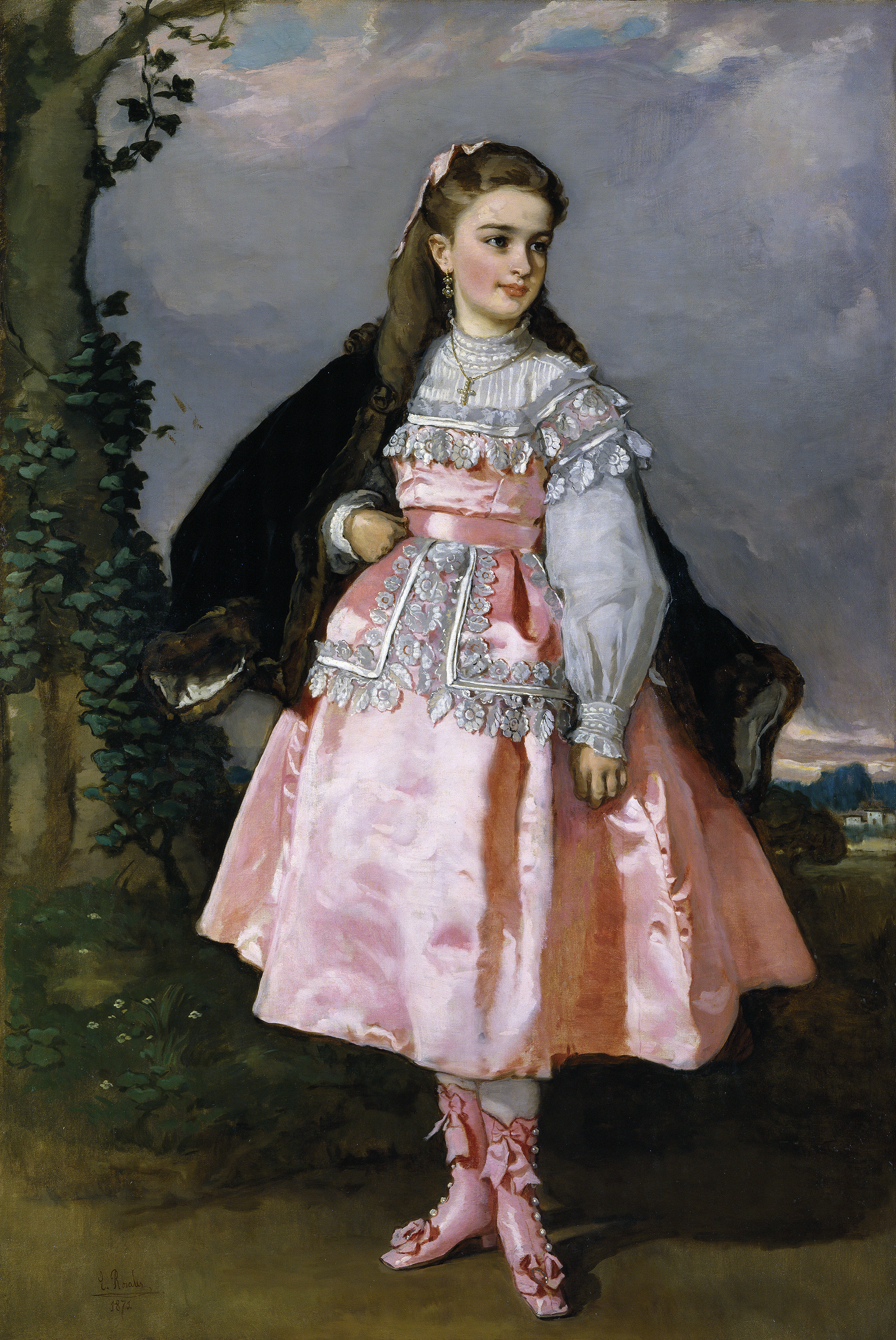
後のサントベニア伯爵夫人
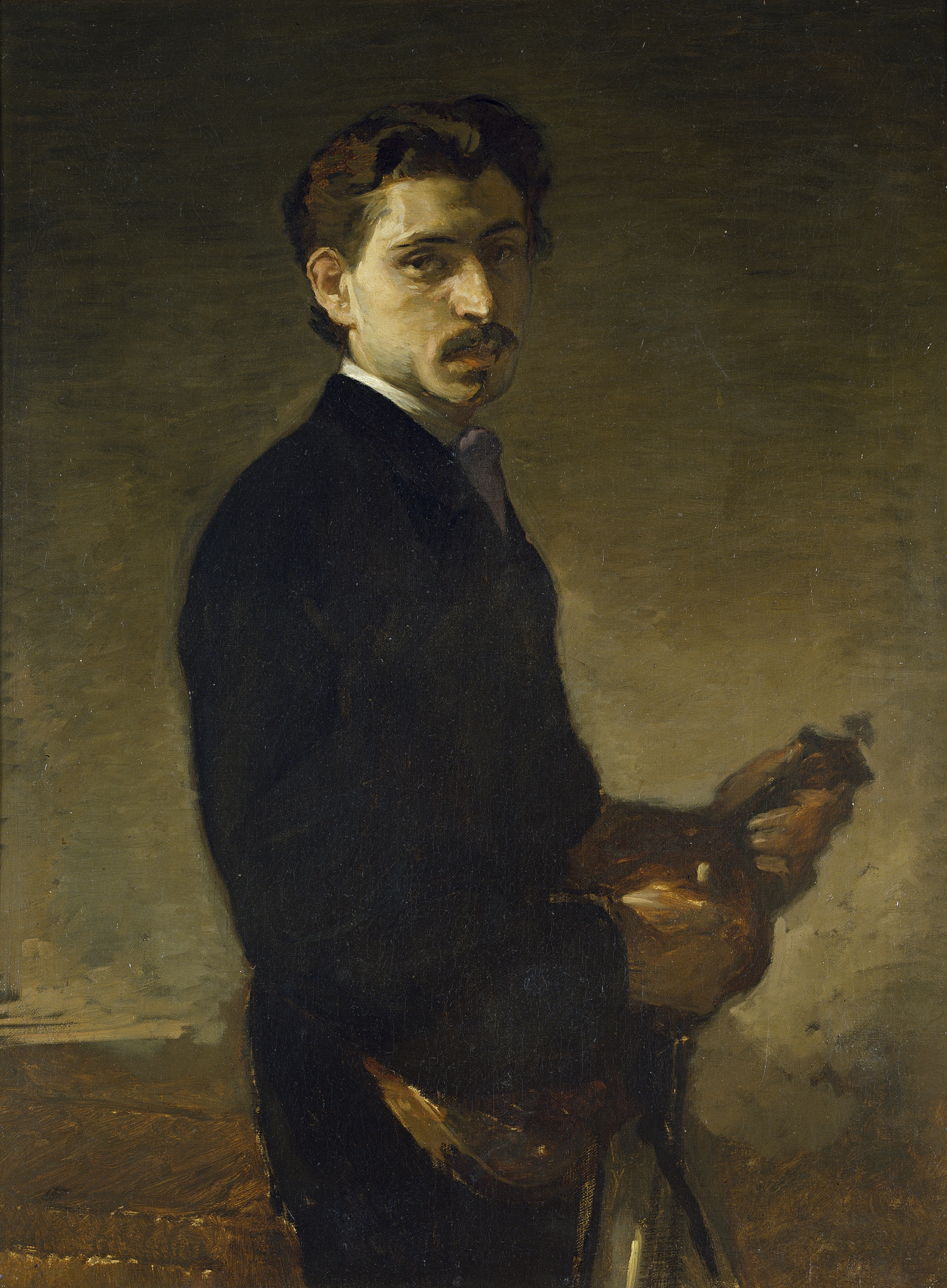
Ettore Pinelli(バイオリニスト)
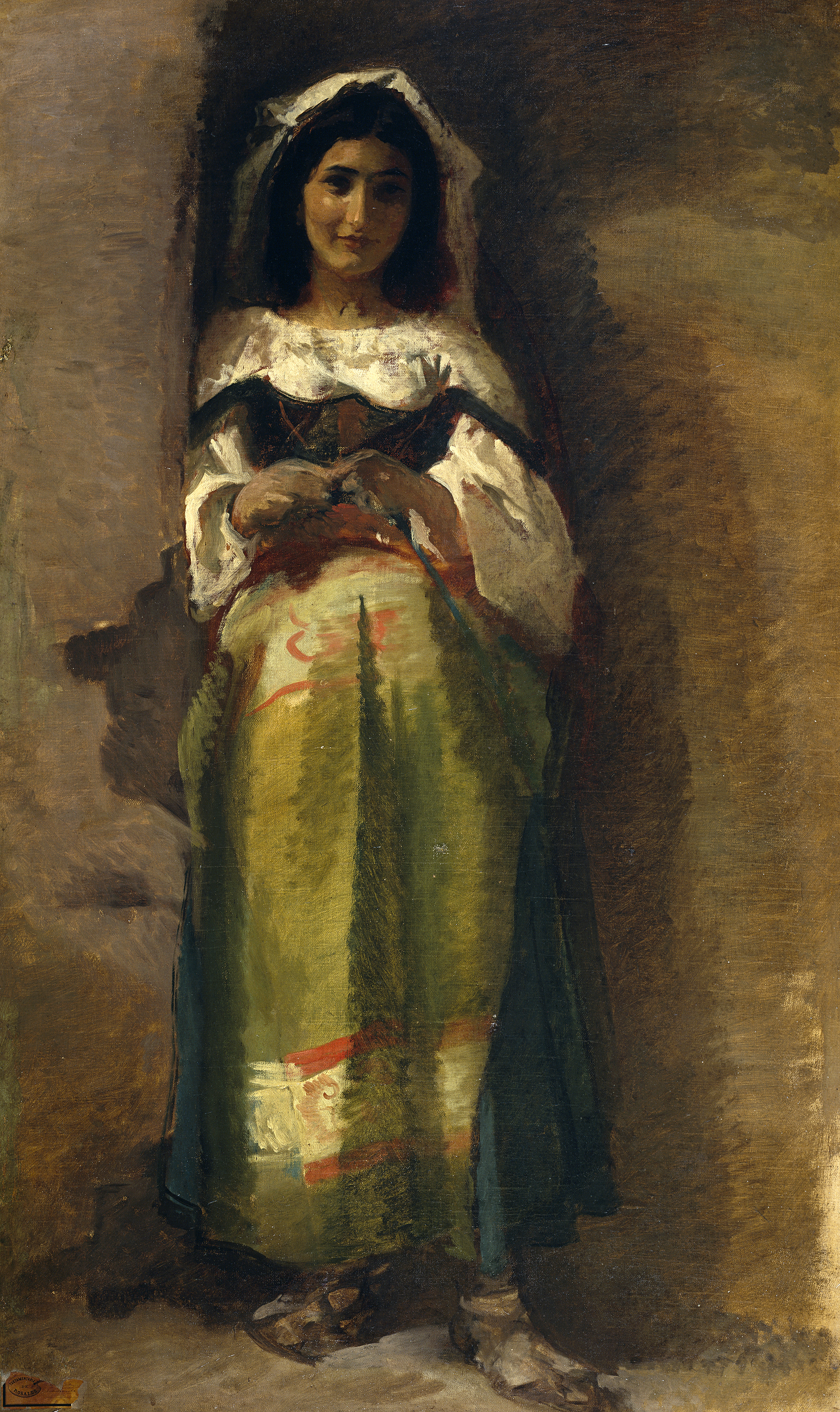
Ciociaria
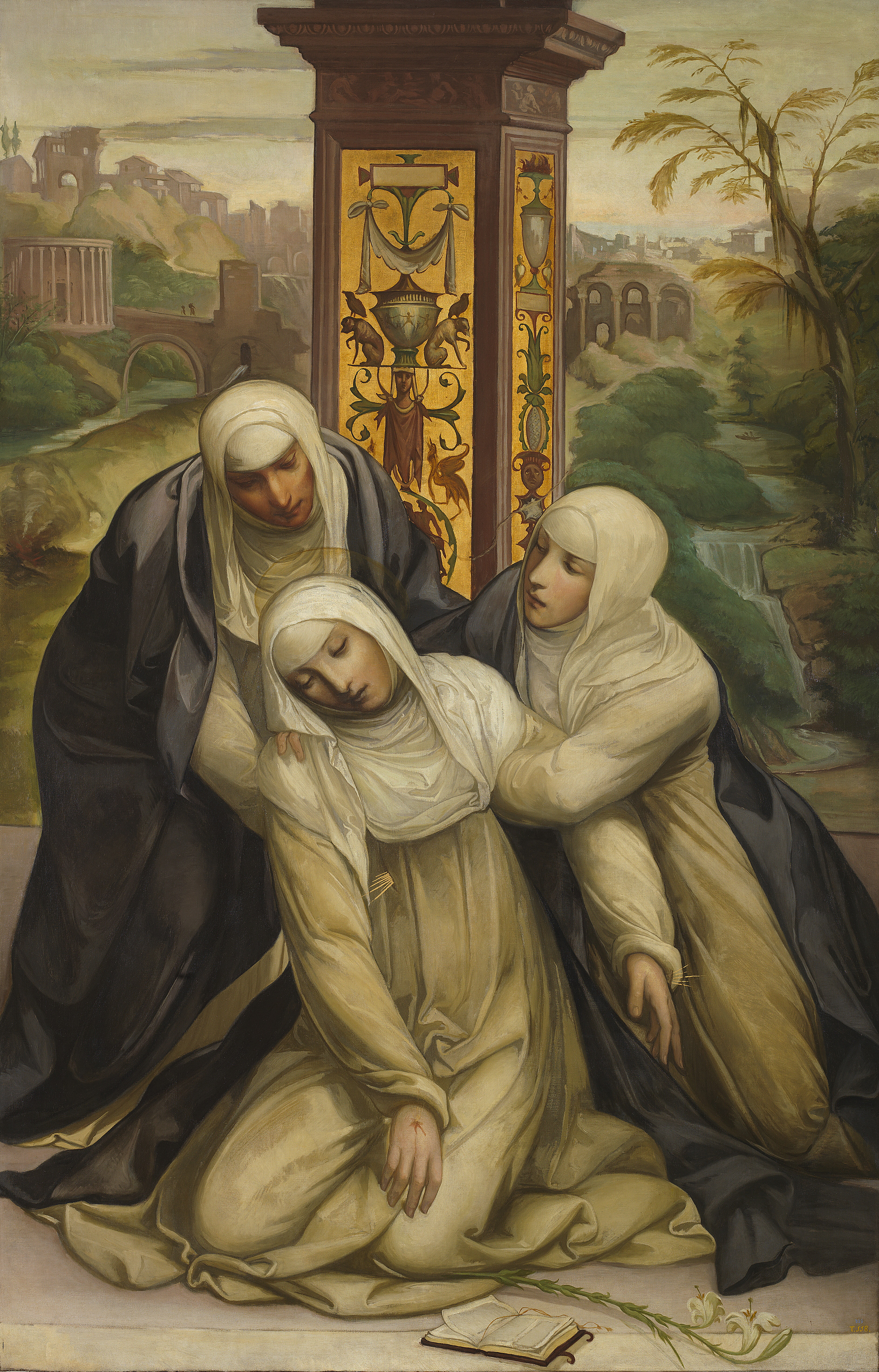
シエナの聖カタリナ

## 関連図書
- Juan Chacón Enríquez, Eduardo Rosales, Madrid, Blass, 1926.
- Bernardino de Pantorba, Eduardo Rosales, ensayo biográfico y crítico, Madrid, Chulilla y Angel, 1937.
- Juan Antonio López Delgado, Un tiempo juvenil del pintor Rosales: 1856–1857, Murcia, 2003, ISBN 84-607-6784-1.
- Juan Antonio López Delgado, Eduardo Rosales en Murcia, Murcia, 1999, ISBN 84-88131-11-9.
- José Luis Díez y otros, Eduardo Rosales. Dibujos. Catálogo razonado, Santander, Fundación Marcelino Botín, 2007, ISBN 978-84-96655-07-2.